# Fabrice Delloye
 (juillet 2018).
Fabrice Delloye, né le 27 janvier 1951 à Reims, est un diplomate français.

## Biographie

### Jeunesse et études
Fabrice Delloye naît dans une famille industrielle du Nord. Sa mère vient d'une famille de banquiers. Il étudie à l'Institut d'études politiques de Paris.
Marié à Íngrid Betancourt de 1983 à 1990, il est le père de Lorenzo Delloye-Betancourt et de Mélanie Delloye-Betancourt.

### Parcours professionnel
Il a été ambassadeur de France au Costa Rica de 2008 à 2013.